# Attentato al museo nazionale del Bardo
L'attentato al museo nazionale del Bardo è stato un attacco terroristico avvenuto il 18 marzo 2015 verso le 12:30 al museo del Bardo di Tunisi, la capitale della Tunisia. Nell'attentato sono morte 24 persone, tra cui 21 turisti, un agente delle forze dell'ordine e due terroristi, e 45 sono rimaste ferite. Si tratta dell'attentato terroristico con il maggior numero di vittime avvenuto a Tunisi.
L'attentato è stato rivendicato dallo Stato Islamico, che si dichiarerà responsabile anche di un attentato dinamitardo avvenuto a Sana'a, Yemen, solamente due giorni dopo e che provocherà la morte di 142 persone.

## Contesto
Il museo nazionale del Bardo è un museo archeologico situato nella città di Tunisi, all'interno del palazzo del Bey. Il museo è stato inaugurato il 7 maggio 1888 ed è il più antico del mondo arabo e dell'Africa, e il più importante della Tunisia. Contiene, infatti, una delle più vaste e meglio conservate collezioni di mosaici romani del mondo.
Dalla destituzione del presidente Zine El-Abidine Ben Ali avvenuta nel 2011 durante la Rivoluzione dei Gelsomini la Tunisia ha subito occasionali attacchi da parte di militanti islamisti, avvenuti soprattutto in aree periferiche montuose del paese. I combattenti tunisini sono uno dei maggiori gruppi costituenti l'ISIS mentre per l'economia del paese, dopo la rivoluzione, il turismo ha un ruolo principale.

## Attentato
La mattina dell'attacco, le navi da crociera MSC Splendida e Costa Fascinosa erano attraccate al porto di La Goletta. Si stima che circa 200 passeggeri di entrambe le navi si trovassero, al momento degli attacchi, all'interno del museo del Bardo o nelle vicinanze.
L'attacco ha avuto inizio alle 12:30 circa. Due terroristi, armati di kalashnikov e bombe a mano e con indosso delle cinture esplosive imbottite di Semtex, hanno cercato di infiltrarsi all'interno dell'Assemblea dei rappresentanti del popolo, il Parlamento tunisino, dove era in corso un'audizione delle forze armate sulla legge anti-terrorismo a cui ha partecipato persino il ministro della Giustizia, Mohammed Salah Ben Aissa, ma sono stati bloccati dalle forze di sicurezza.
I terroristi si sono dunque diretti verso il vicino museo del Bardo, dove hanno aperto il fuoco contro un pullman di escursionisti appena scesi da una nave da crociera, ferendo l'autista tunisino e uccidendo un gran numero di turisti. Gli attentatori si sono poi asserragliati all'interno del museo prendendo in ostaggio molte persone. Alcune guide sono riuscite a far evacuare molti turisti dalle uscite di emergenza prima dell'arrivo dei terroristi.
Alle 15:30 le teste di cuoio tunisine hanno effettuato un blitz all'interno del museo. I due terroristi vengono uccisi e gli ostaggi superstiti vengono liberati. Nonostante ciò dieci turisti spagnoli e una guida turistica decidono di passare la notte all'interno del museo, venendo ritrovati solo la mattina successiva. Durante il blitz perdono la vita un agente delle brigate antiterroristiche, Aymen Morjen, e un cane poliziotto, Akil.
Mohamed Naceur "Hamadi" Ben Abdesslem, una guida tunisina, salvò 45 italiani durante l'attentato. Dopo aver sentito i primi spari raggruppò il suo gruppo, facendolo fuggire da una scala di servizio del museo e scortandolo all'esterno e poi alla questura sita davanti al museo stesso. Per il suo gesto gli sono stati intitolati alberi in varie città d'Italia, a Gerusalemme e a Tunisi.

## Terroristi
All'indomani dell'attacco, il primo ministro del governo tunisino Habib Essid ha reso nota l'identità dei due terroristi, entrambi di nazionalità tunisina: Yassine Labidi, originario di un quartiere popolare di Tunisi, e Jabeur Khachnaoui, originario di Kasserine; ha inoltre annunciato l'arresto di nove sospetti.
Il 22 marzo il presidente Beji Caid Essebsi ha detto che l'attacco è stato probabilmente condotto da tre uomini, non due. Il terzo terrorista, Maher Kaidi, è tuttora ricercato.
Il 19 marzo l'attacco è stato rivendicato dallo Stato Islamico, che ha rivelato che l'obiettivo dell'attacco non era il Parlamento tunisino ma proprio il museo del Bardo e i turisti stranieri.
Il 28 marzo il governo tunisino annuncia l'uccisione di Khaled Chaib, alias Lokman Abou Sakhr, capo della cellula terroristica Okba Ibn Nafaâ, affiliata ad al-Qāʿida nel Maghreb islamico, e di cui facevano parte i due terroristi del museo del Bardo. Nel blitz di Sidi Aïch, insieme a Khaled, sono stati uccisi altri otto terroristi.
Il 20 maggio è poi stato arrestato a Gaggiano, in Italia, il ventiduenne clandestino marocchino Abdelmajid Touil accusato di aver aiutato i terroristi. Il marocchino, arrivato a Porto Empedocle con un barcone il 17 febbraio, è stato scarcerato il 28 ottobre, dopo 5 mesi di carcere, in quanto estraneo ai fatti.

## Vittime

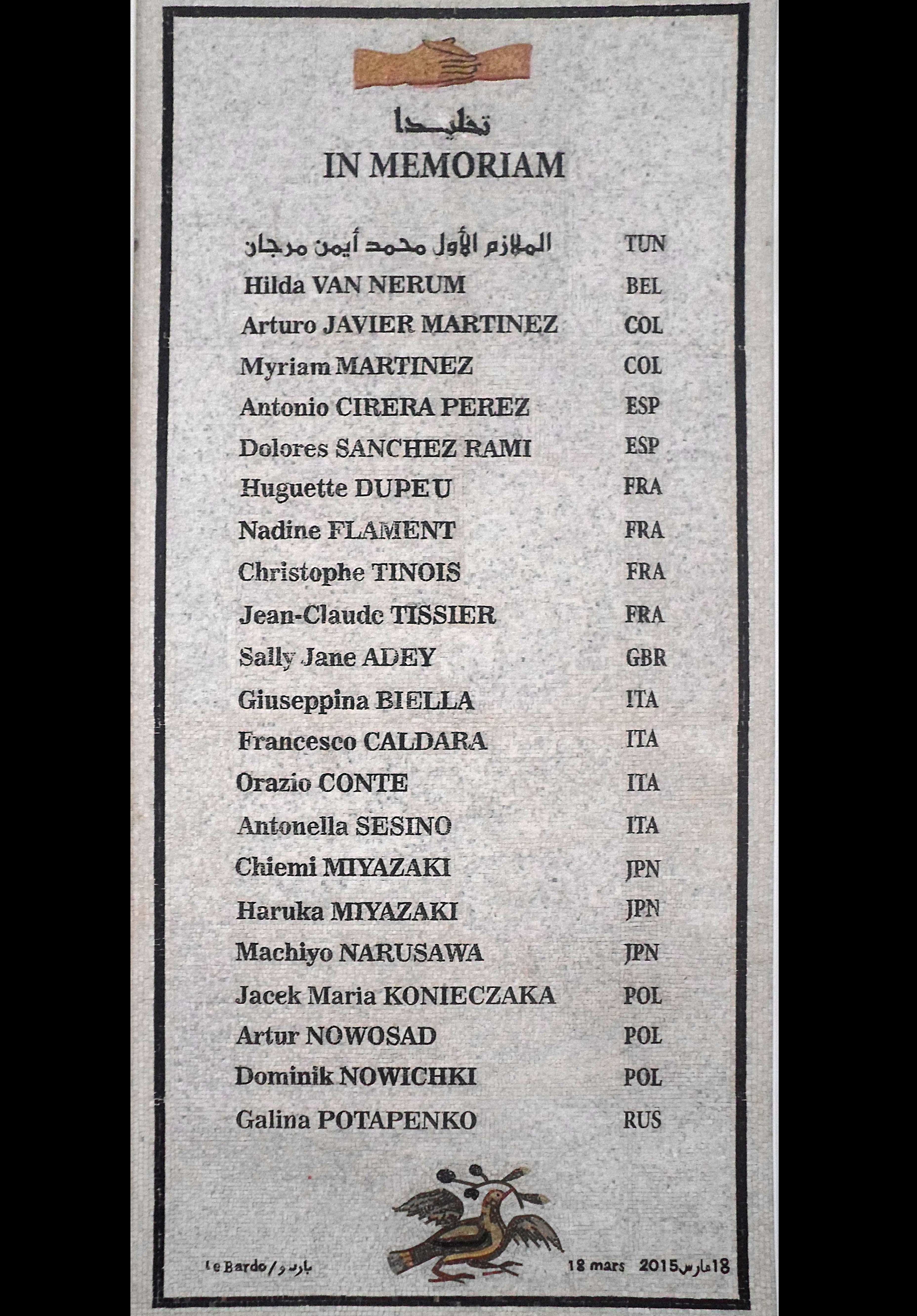
Targa posta in memoria delle vittime

Nell'attentato al museo del Bardo sono morte 23 persone, tra cui 20 turisti, un agente di polizia e due terroristi. Otto persone sono state uccise all'esterno del museo, mentre le altre tredici hanno perso la vita all'interno dell'edificio. Anche i due terroristi sono stati uccisi all'interno del museo. Il 28 marzo è deceduta per le ferite riportate la turista francese Huguette Dupeu, ricoverata all'ospedale, portando il totale delle vittime a 24. 45 sono invece i feriti, molti dei quali turisti stranieri..
| Paese       | Morti | Feriti | Totale |
| ----------- | ----- | ------ | ------ |
| Italia      | 4     | 11     | 15     |
| Giappone    | 3     | 5      | 8      |
| Francia     | 4     | 6      | 10     |
| Polonia     | 3     | 11     | 14     |
| Spagna      | 2     | 0      | 2      |
| Colombia    | 2     | 0      | 2      |
| Regno Unito | 1     | 0      | 1      |
| Tunisia     | 1     | 9      | 10     |
| Belgio      | 1     | 0      | 1      |
| Russia      | 1     | 0      | 1      |
| Germania    | 0     | 1      | 1      |
| Sudafrica   | 0     | 2      | 2      |
| Totale      | 22    | 45     | 69     |

Elenco delle vittime:
1. Luogotenente Aymen Morjen (Tunisia)
2. Jane Adey Sally (Regno Unito)
3. Giuseppina Biella (Italia)
4. Francesco Caldara (Italia)
5. Antonio Cirera Perez (Spagna)
6. Orazio Conte (Italia)
7. Nadine Flament (Francia)
8. Artoro Javier Martinez (Colombia)
9. Jacek Maria Konieczka (Polonia)
10. Maria Martinez (Colombia)
11. Chiemi Miyazaki (Giappone)
12. Haruka Miyazaki (Giappone)
13. Machiyo Narusawa (Giappone)
14. Artur Nowosad (Polonia)
15. Dominik Nowicki (Polonia)
16. Galina Potapenko (Russia)
17. Dolores Sanchez Rami (Spagna)
18. Antonella Sesino (Italia)
19. Christophe Tinois (Francia)
20. Jean-Claude-Tissier (Francia)
21. Hilda Van Nerum (Belgio)
22. Huguette Dupeu (Francia)

## Reazioni
In un discorso alla nazione trasmesso dalla televisione di stato, il presidente tunisino Beji Caid Essebsi ha promesso "una lotta spietata al terrorismo" e ha invitato i tunisini a "rimanere uniti per combattere il terrorismo", definendo il fatto come un atto senza precedenti nella storia del paese e una catastrofe per la Tunisia e il suo popolo. Hanno condannato l'attentato e espresso cordoglio e vicinanza alla nazione il presidente del Consiglio dei ministri italiano Matteo Renzi, il primo ministro francese Manuel Valls, il segretario di Stato degli Stati Uniti d'America John Kerry e il presidente della Polonia Bronisław Komorowski.

### Marcia del 29 marzo
Il 29 marzo 2015, undici giorni dopo l'attentato, i tunisini sono scesi in strada per sfilare contro il terrorismo. Alla marcia di Tunisi hanno partecipato il presidente Essebsi e alcuni capi di stato e di governo stranieri, tra cui Matteo Renzi, François Hollande, Bronisław Komorowski, il presidente del Gabon Ali Bongo Ondimba, il presidente della Palestina Mahmūd Abbās e il primo ministro dell'Algeria Abdelmalek Sellal. Erano presenti anche il Presidente della Camera dei deputati Laura Boldrini e una delegazione della Commissione esteri della Camera presieduta da Fabrizio Cicchitto.
Durante la manifestazione, partita verso le ore 11:00 a Bab Saadoun, è stata inaugurata una stele con incisi i nomi delle vittime dell'attentato (eccetto quello di Huguette Dupeu, deceduta solo il giorno precedente all'ospedale, il cui nome è stato invece incollato alla stele).